# Melicope sororia
Melicope sororia är en vinruteväxtart som beskrevs av Thomas Gordon Hartley. Melicope sororia ingår i släktet Melicope och familjen vinruteväxter. Inga underarter finns listade i Catalogue of Life.